# La Ballade de Tara
 (novembre 2022).

La Ballade de Tara (en persan: چریکه تارا, Tcherike-ye Tara) est un film iranien de Bahram Beyzai, sorti en 1979 et present en Un certain regard section du Festival de Cannes 1980. 

## Synopsis
Une veuve, Tara (Susan Taslimi), est sur le chemin de retour à sa cabane avec ses deux petits enfants (Golbahar Eslami, Ghorbanali Falahi). Toujours en chemin, elle entend que son grand-père est décédé. Sur la route, Tara voit passer un guerrier du temps ancien (Manouchehr Farid).
Parmi son heritage paternal, Tara trouve une épée qui ne lui sert à rien. Elle tâche pourtant de s’en servir pour récolter son moisson sans succès. Donc, elle la jette dans la rivière. Le guerrier apparaît de nouveau. Le courant d’eau rapporte l’épée. Tara la donne au guerrier qui est le dernier survivant d’une armée du temps ancien. Ce dernier, épris de Tara, ne peut plus retourner à son temps au passé. La belle sœur de Tara (Tavous Zarei) a l’intention de marier son frère, Ashoub (Siamak Atlassi) à Tara. Tara refuse. Ashoub kidnappe les enfants de Tara et l’accuse de tuer son frère.
Sceptique envers la présence légendaire du guerrier, Tara le rencontre de nouveau l’accusant de saboter le monde réel avec une légende absurde. Une armée soulève du fond de l’eau, et le guerrier se dérobe pour se cacher au cœur de la forêt. Tara promet au guerrier de le suivre dans son monde. Le guerrier fend la mer et plonge avec son cheval au fond des eaux. Tara se précipite pour le suivre, mais des vagues la poussent en arrière. 

## Distribution
- Susan Taslimi : Tara
- Manouchehr Farid : Guerrier
- Reza Babak
- Tavous Zarei
- Siamak Atlassi: Ashoub
- Mahin Dayhim
- Mohammad Ghassem Poursattar

## Fiche technique
- Titre original : Tcherike-ye Tara
- Titre français : Ballade de Tara
- Réalisateur : Bahram Beyzai
- Producteur et costumier : Bahram Beyzai
- Scénariste et monteur : Bahram Beyzai
- Pays :  Iran
- Genre : fantaisie dramatique
- Année de sortie : 1979
- Langue : persan